# Schack (Adelsgeschlecht)
Schack ist der Name eines alten niedersächsischen Adelsgeschlechts. Die ursprünglich edelfreien (nobilis) Herren von Schack gehören zum Lüneburger Uradel.
Zweige der Familie ließen sich später in ganz Norddeutschland und im Königreich Dänemark nieder. Sie zählen zu den Equites Originarii, den uradeligen Familien Holsteins und Stormarns. Die Grafen und Herren von Schack existieren in verschiedenen Zweigen bis heute.
Keine Verwandtschaft besteht zu dem schlesischen Adelsgeschlecht Schack von Wittenau (auch Schach von Wittenau), das 1415 erstmals urkundlich auftritt.

## Geschichte

### Herkunft
Die Schack sind eines Stammes und Wappens mit den von Estorff (frühere Schreibweise auch von Estorp). Sie erscheinen erstmals im Jahre 1162 mit dem nobilis Scacco de Bardewic in einer Urkunde. Er wird darin als Zeuge von Herzog Heinrich dem Löwen genannt. Mit Scacco beginnt auch die Stammreihe des Geschlechts.
In lüneburgischen Urkunden werden um 1200 Eckhard Schako und sein Bruder Mangold von Estorp, Söhne von Schackoni, als Zeugen genannt. 1282 schenken die Schack dem Domkapitel zu Bardowick die dortige Johanniskirche (die nicht erhalten ist) mit dem Patronatsrecht und ererbten Ländereien. Diese Kirche muss vor der 1189 erfolgten Zerstörung der Stadt von der Familie errichtet worden sein.
1342 erscheint in einem Dokument Johann Schack, dessen Sohn Ekbert sich wiederum ausdrücklich von Estorp nennt.

### Ausbreitung und Besitzungen
Vom 14. Jahrhundert an beschränkt sich das Geschlecht im Wesentlichen auf seine rechtselbischen Besitzungen im Herzogtum Sachsen-Lauenburg (heute Kreis Herzogtum Lauenburg in Schleswig-Holstein). Dort gehörte den Schacken etwa 400 Jahre lang, bis 1654, das Gut Gülzow und ebenfalls seit früher Zeit (urkundlich 1391) das Gut Basthorst (bis 1645) sowie bis 1408 Gut Wotersen. Ferner 1423–1570 Juliusburg sowie Müssen.
Ab dem 15. Jahrhundert gelangten Angehörige des Geschlechts ins Herzogtum Holstein und nach Dänemark. An Grundbesitz haben die nichtgräflichen Linien des Geschlechts in Schleswig‑Holstein und Dänemark 23 Güter meist vorübergehend besessen. Sie siedelten sich später auch in der Mark Brandenburg, Mecklenburg, Pommern, Westpreußen und in der Oberlausitz an.
Im Fürstentum Lüneburg gehörten ihnen 1690 die Güter Rosenthal und Wendewisch (heute beides Ortsteile von Bleckede). Aus der braunschweig-lüneburgischen Linie stammte Christian von Schack, der 1790 zum fürstlich-wolfenbüttler Geheimrat ernannt wurde. Ebenfalls aus dieser Linie kam Emico Johann von Schack, Herr auf Wendorf bei Crivitz in Mecklenburg, der Oberhauptmann in Langenheim war.

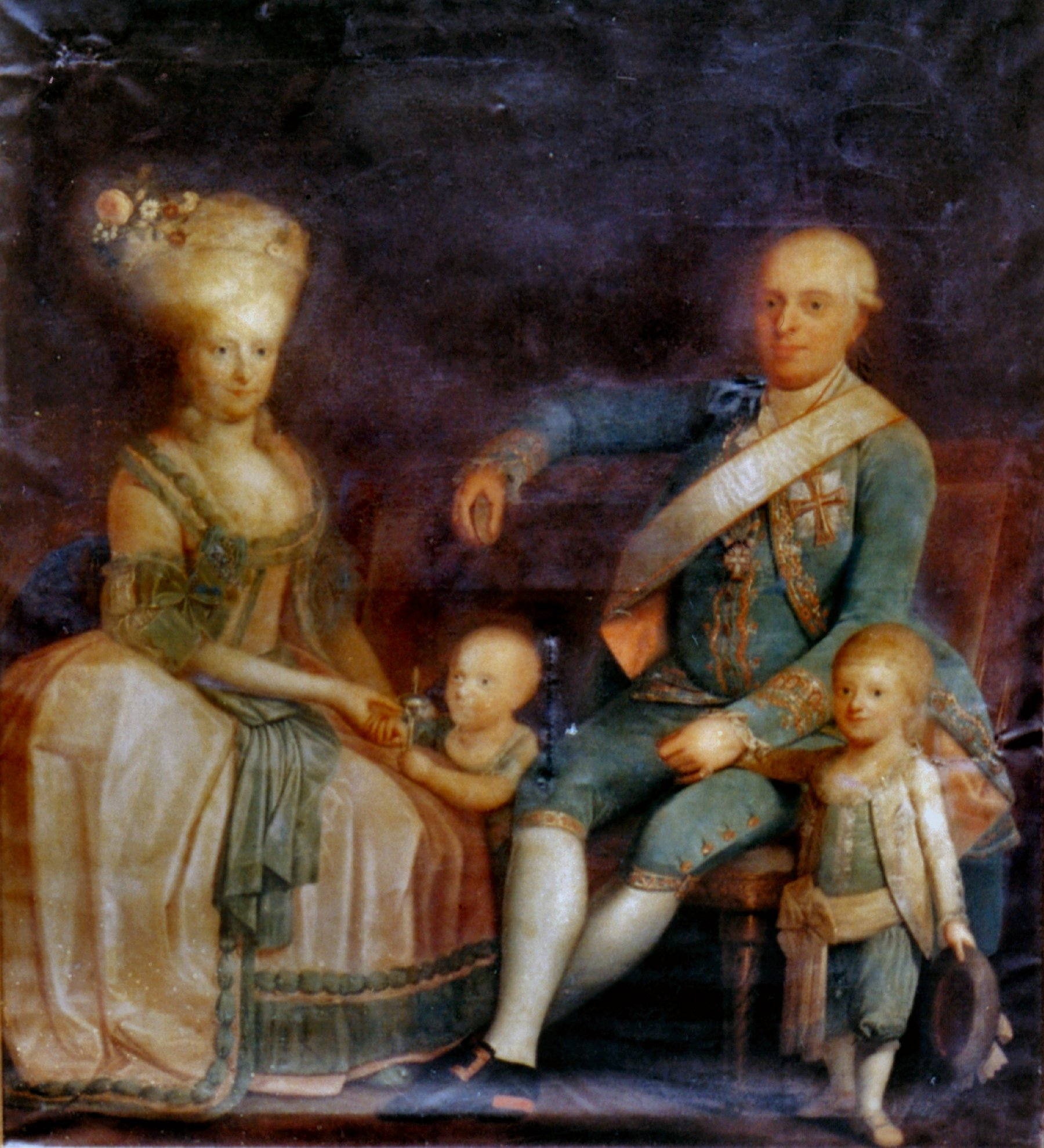
Engel Karl Ernst von Schack (1750–1811) auf Grammow mit seiner Frau Meta Pauline von Rosenørn (1754–1811) und den Kindern Christian und Friedrich

In Mecklenburg war bis 1495 Borgstorf im Besitz der Schack. Seit dem 17. Jahrhundert bis 1896 waren die Grafen Schack auf Gut Wendorf in Kuhlen-Wendorf ansässig. Im 17. Jahrhundert kam durch Heirat aus der Familie Buchwald das Gut Johannstorf an die Schack, die sich dann dort Schack von Buchwald nannten. Sie ließen das heutige barocke Herrenhaus ab 1743 errichten. Die Güter Gross Poverstorf (heute Schönlage) und Schependorf waren im 18. Jahrhundert, Grammow von 1794 bis 1832, im 19. Jahrhundert ferner das Gut Rehagen, das dann (nach dem lauenburgischen Besitz) in Basthorst umbenannt wurde, im Besitz der Familie, ebenso Brüsewitz Breesen, Ehmkendorf, Pankelow.
Der Wendorfer Zweig in Mecklenburg besaß Rehagen (später Basthorst genannt), Schependorf, Langenbrütz, Gr. Goernow, Nustrow, Stassow, Grammow, Ehmkendorf, Körchow, Pottwitz, Wichmannsdorf etc. Die Müssener Linie besaß zeitweise Dreilützow, Damshagen, Gresse, vornehmlich aber das Fideikommiss Hülseburg (1694–1779). Der Radener Zweig erwarb das Majorat Zülow. Der Herzberger Zweig war später auf Lübsee, Panzelow, Retzendorf, Flessenow und Rey (seit Anfang des 18. Jahrhunderts bis zur Enteignung 1945) angesessen. Die Hasenthaler Linie besaß in Mecklenburg die Güter Wietow, Hast, Masstow, Fahren und Kahlenberg und in Ostpreußen Tuschau, Kirschenau und Wengern.
Im Einschreibebuch des Klosters Dobbertin befinden sich 31 Eintragungen von Töchtern der Familien von Schack von 1722 bis 1908 aus Wendorf, Groß Raden, Ventschow, Retgendorf, Gremmelin, Pankelow und Dreilützow zur Aufnahme in das dortige adelige Damenstift. Mehrere Wappenschilder mit Ordenskreuz hängen auf der Nonnenempore in der Klosterkirche.
Während sich die Hasenthaler und Müssener Linie im 16. Jahrhundert und die Basthorster Linie im 14. Jahrhundert von dem gemeinsamen Stammhause Gültzow trennten, haben sich bereits im 13. Jahrhundert die pommerschen Schacks losgelöst und im Pyritzer Weizenacker die Güter Prillwitz, Klosin und Lindenbusch erworben, die bis 1799 in ihrem Besitz blieben, ferner Lenzen, Blankensee und Kloxin. Zuletzt besaß diese Linie die Güter Weidenbach und Raakow sowie Dammerow bei Belgardt.
In der Mark Brandenburg war unter anderem Lindenbusch bei Soldin, in Mecklenburg Johannstorf, Rey und Körchow, in Westpreußen Trzciano bei Culm und Tuschewo bei Löbau i. Westp. und in der Oberlausitz Berna (heute Bierna) bei Lauban und Radibor (1707–1765, mit dem 1719 für den (russ./mosk.) Oberstleutnant Friedrich Wilhelm von Schack-Prillwitz (1670–1750) erbauten Barockschloss).

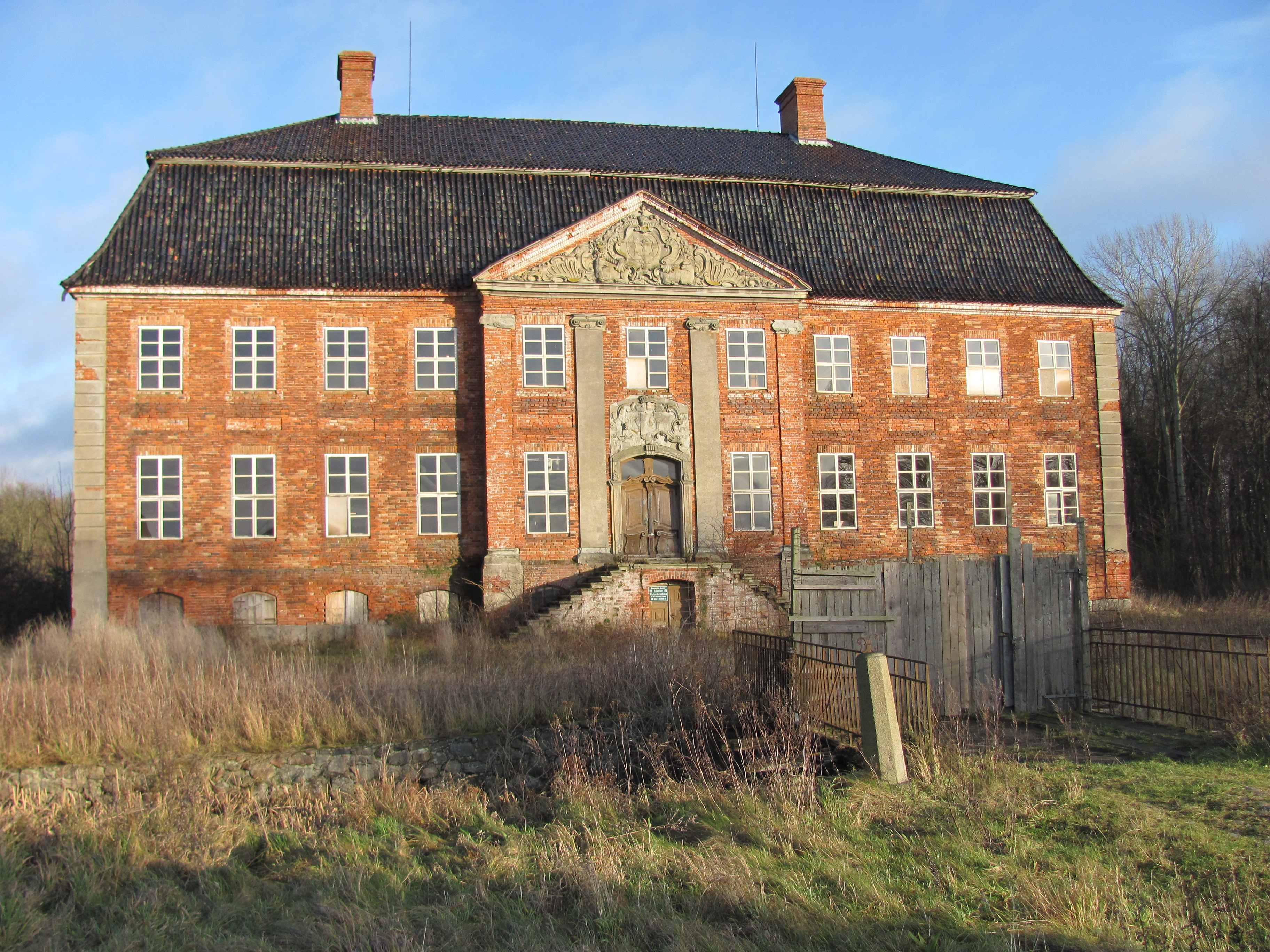
Schloss Johannstorf, Mecklenburg (erbaut ab 1743)
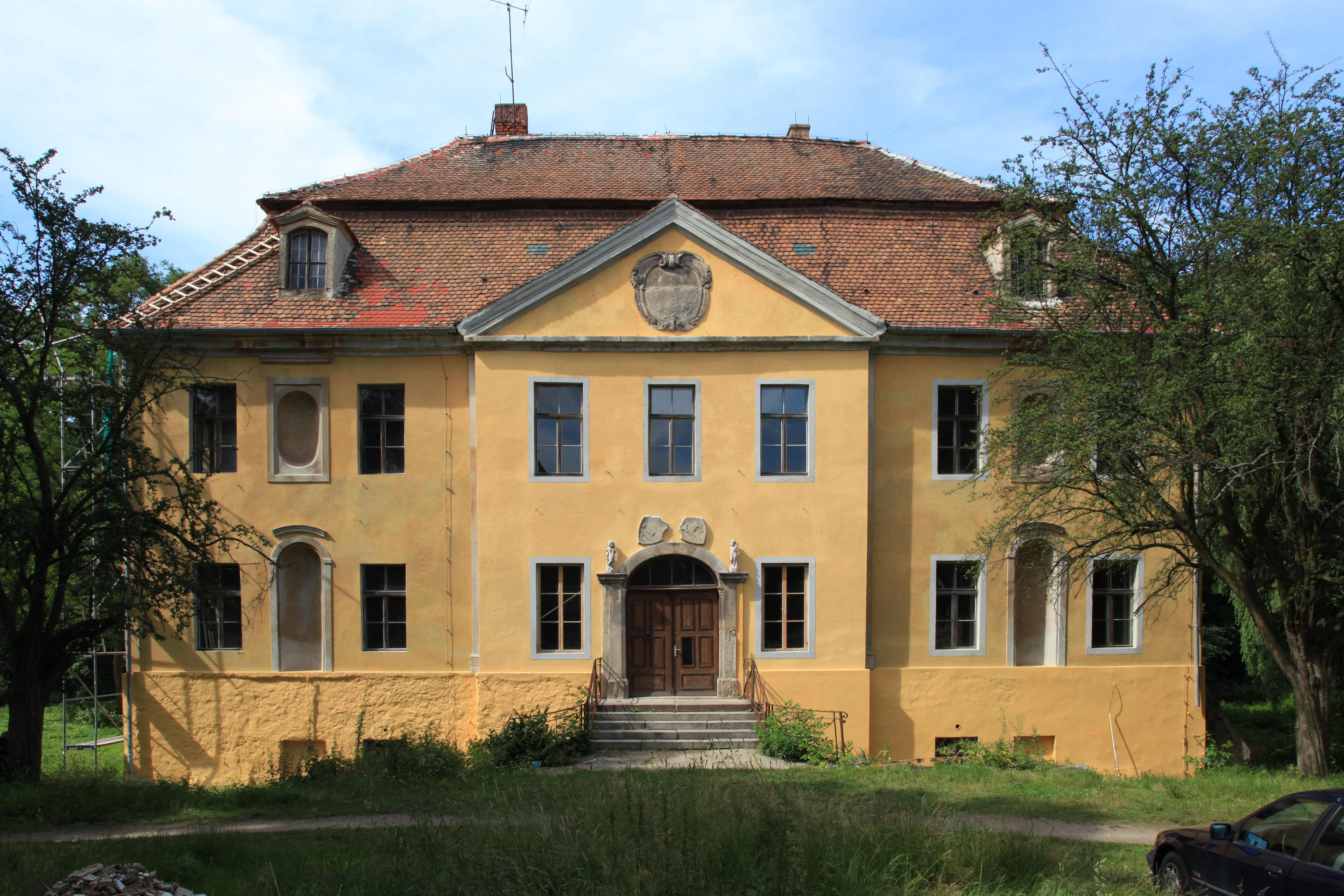
Schloss Radibor, Oberlausitz (erbaut ab 1709–1719)

Aus der pommerschen Linie stammte Hans Schack, der von König Christian V. von Dänemark zum Generalleutnant und Kommandanten von Kopenhagen ernannt wurde. Er zog aber später mit seiner Familie auf die Güter seiner Frau nach Westfalen und hinterließ nur weibliche Nachkommen.
Zum lauenburg-mecklenburgischen Stamm zählte Hans von Schack (1609–1676). Er stand zunächst in französischen Diensten als königlich-französischer Generalmajor, trat dann in königlich-dänische Dienste und starb 1676 als dänischer Feldmarschall und Kriegsratspräsident. Hans von Schack übernahm 1659 das Lehen Møgeltønder und ließ dort 1662–1666 das Barockschloss Schackenburg erbauen. Seine Nachfahren waren die dänischen Grafen Schack von Schackenborg, letzter Besitzer war der 1978 verstorbene Lehnsgraf Hans von Schack, der den Besitz einer Stiftung als Sekundogenitur für das Königshaus hinterließ. Ferner hatte Hans von Schack 1661 Schloss Gram erworben, das bis 1821 im Besitz der Grafen Schack, danach bis 2007 ihrer Erben, der Grafen Brockenhuus-Schack, blieb. 1754 wurde in Kopenhagen das Palais Schack erworben, heute Residenz der dänischen Königin.

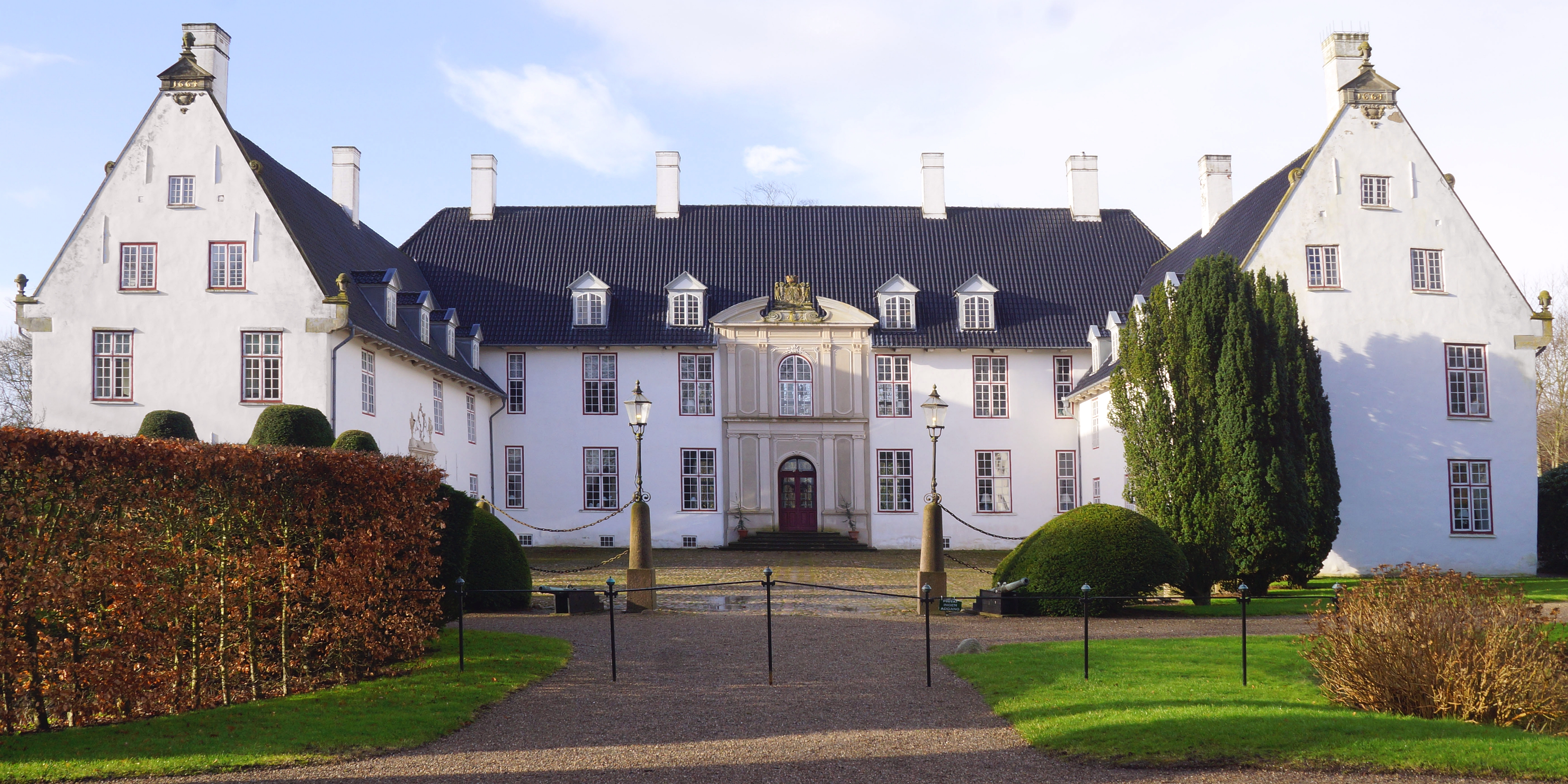
Schloss Schackenborg in Møgeltønder, Südjütland (DK), erbaut ab 1662
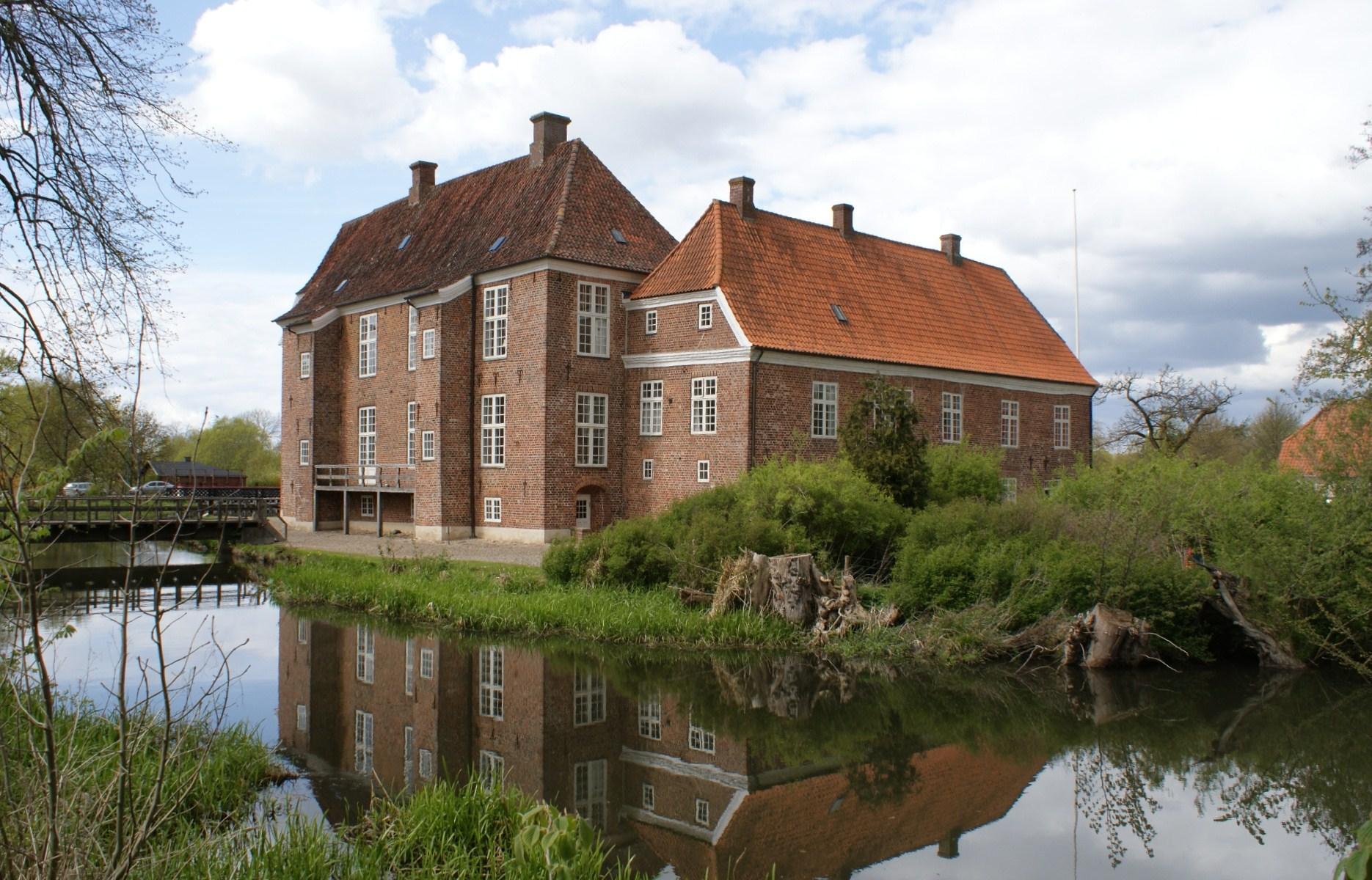
Schloss Gram, Jütland (DK)

Aus einer weiteren dänischen Linie kam Engel Carl Ernst von Schack (1750–1811), Herr auf Nustrow (1794–1912 im Besitz der Familie), der dort 1830 das klassizistische Herrenhaus erbauen ließ, Grammow und Stassow, dänischer Geheimrat, Oberhofmarschall und Ordenssekretär, der um 1800 zum Oberpräsident der Stadt Kiel ernannt wurde.

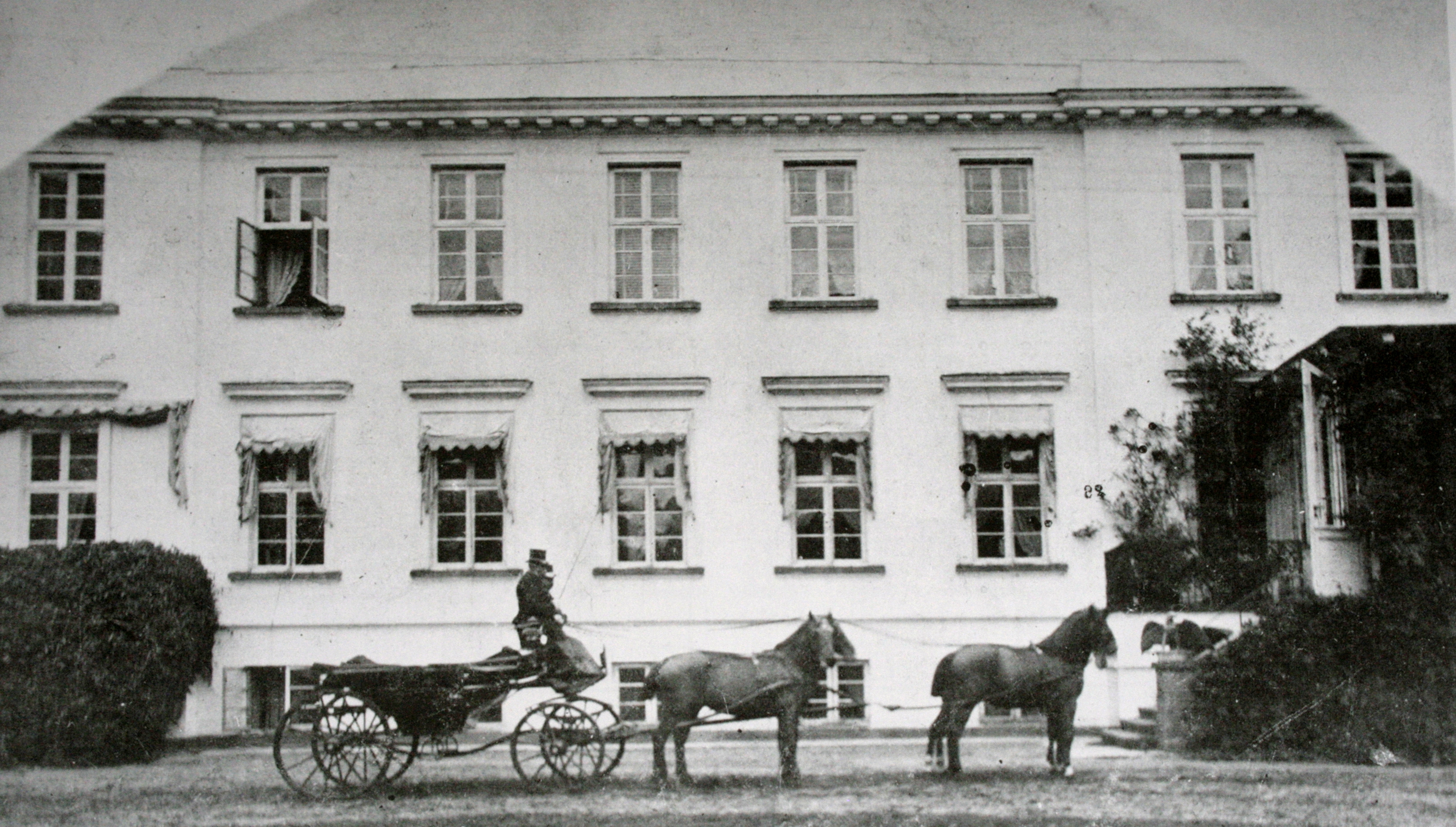
Gut Nustrow, Mecklenburg

Auch im Königreich Preußen gelangten zahlreiche Angehörige des Geschlechts in einflussreiche militärische Positionen. So waren unter anderem Hartwig von Schack (1728–1809), Friedrich Ludwig von Schack (1747–1829), Wilhelm von Schack (1786–1831) und August von Schack (1793–1864) Generalmajore in der preußischen Armee. Hans Wilhelm von Schack (1791–1866) stieg bis zum General der Infanterie auf.
Ein bedeutender Vertreter der Familie war der Dichter und Kunsthistoriker Adolf Friedrich von Schack. 1856 wurde er zum Ehrenmitglied der Akademie der Wissenschaften ernannt. Er begründete eine Sammlung wertvoller Gemälde, die Sammlung Schack. Diese ist, nachdem sie an Kaiser Wilhelm II. vererbt wurde, noch immer in München beheimatet. Adolf Friedrich von Schack wurde 1881 Ehrenbürger der Stadt München.
Es gibt einen Familienverband der Herren und Grafen von Schack, welcher seit 1912 regelmäßig Familientage abhält. Verschiedene Vertreter des Adelsgeschlechts waren und sind Mitglied des Johanniterordens, zumeist der Mecklenburgischen Genossenschaft. Das Rittergut des Johanniterorden im ostpreußischen Oschekau bei Gr. Gardienen, Kreis Neidenburg, betreute in den 1930er Jahren Paul von Schack, Ober-Amtmann und Major der Landwehr a. D. Dessen eigenes Gut in Skottau lag in unmittelbarer Nähe.

### Standeserhebungen
An das Geschlecht sind im Laufe der Zeit, vor allem in Dänemark, zahlreiche Standeserhebungen gelangt. Die Linie zu Sneumgaard erhielt am 7. Dezember 1668 und die Linie zu Wendorf am 17. Januar 1776 die dänische Adelsnaturalisation.
Aus der dänischen Linie zu Schackenburg erhielt Hans von Schack, zunächst königlich-dänischer Generalleutnant der Kavallerie, am 6. Januar 1658 die dänische Adelsnaturalisation. Am 25. Mai 1671 wurde er, jetzt dänischer Feldmarschall und Mitglied des Reichsrates, in den Freiherrenstand, für alle seine Nachkommen, und, in primogenitur, den dänischen Grafenstand erhoben. Sein Sohn Otto Didrik Graf Schack auf Schackenburg, Amtmann zu Ribe, errichtete am 23. Juni 1676 die dänische Lehnsgrafschaft Schackenburg. Frederik Christian Freiherr Schack auf Giesegaard erhielt am 18. Oktober 1749 den dänischen Grafenstand. Eine unbeschränkte Erlaubnis zur Führung des Grafenstandes erhielt am 17. September 1772 der königlich-dänische Kammerherr und Geheimrat Hans Graf Schack, vierter Lehnsgraf zu Schackenburg, Seekamp und Brink.
Aus der Linie zu Zülow erhielt Adolf Friedrich von Schack, Fideikommissherr auf Zülow und Großherzoglich mecklenburg-schwerinscher Kammerherr und Geheimer Legationsrat, am 22. November 1876 zu Berlin durch Allerhöchste Kabinettsorder den preußischen Grafenstand in primogenitur. Er war geknüpft an den Besitz des Fideikommiss Zülow. Der Grafentitel war eventuell vererblich mit jenem Fideikommiss an die Nachkommen seines Bruders Rudolf von Schack auf Brüsewitz. Eine Großherzoglich mecklenburg-schwerinsche Anerkennung erfolgte am 28. Dezember 1876 und am 22. Oktober 1877 zu Berlin durch preußisches Diplom.

## Wappen

### Stammwappen
Das Stammwappen zeigt in Rot eine silberne Lilie. Auf dem Helm die silberne Lilie zwischen zwei rot-silbern und silbern-rot geteilten Büffelhörnern. Die Helmdecken sind rot-silbern.
Der pommersche Stamm führt über demselben Schild als Helmzier eine wachsende, rot gekleidete Jungfrau mit einem grünen Kranz im abfliegenden Haar, in jeder Hand eine silberne Lilie haltend. Die Helmdecken sind rot-silbern.
Die dänischen Linien führen ebenfalls den Stammschild weiter, zum Teil als geviertes Wappen.

### Kommunalwappen
Die Lilie aus dem Wappen der Familie Schack erscheint noch heute in zahlreichen norddeutschen Stadt-, Amts- und Gemeindewappen.

Amt Schwarzenbek-Land[7]
Gemeinde Wiershop
Gemeinde Basthorst
Gemeinde Dahmker
Gemeinde Gülzow
Stadt Tessin (bei Rostock)

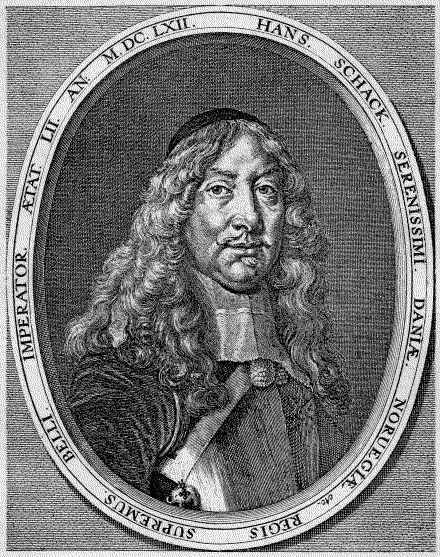
Hans von Schack (1609–1676), Feldmarschall

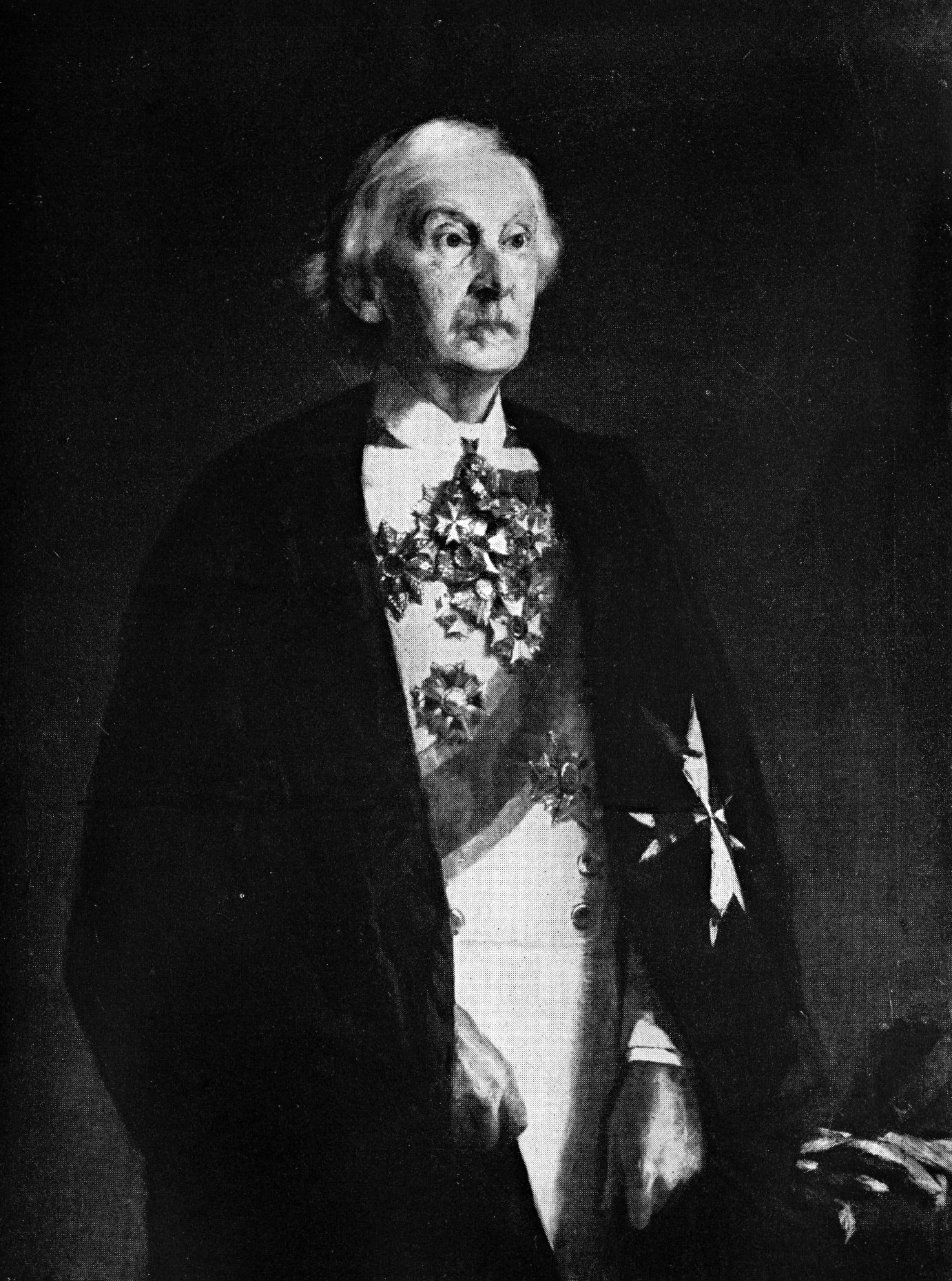
Adolf Friedrich von Schack (1815–1894), Dichter und Kunstsammler

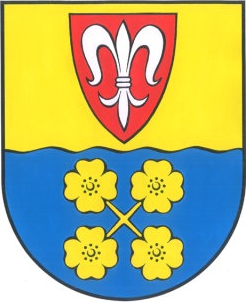
Gemeinde Brüsewitz

## Bekannte Familienmitglieder (chronologisch)
- Siegebod Schack († 1261), Domherr zu Lübeck und Domherr zu Schwerin
- Hans von Schack (1609–1676), deutsch-dänischer Feldmarschall
- Hans Christian von Schack (1642–1706), deutsch-dänischer Generalleutnant und Gouverneur von Kopenhagen
- Otto Friedrich von Schack (1668–1751), niederländischer Generalleutnant, zuletzt Kommandeur der gesamten Kavallerie der Vereinigten Niederlande
- Hartwig Asch von Schack (1685–1734), deutsch-dänischer Generalmajor und Ritter des Dannebrog-Ordens
- Hartwig von Schack (1728–1809), preußischer Generalmajor
- Otto Wilhelm Christian von Schack (1731–1781), Chef eines Freibataillon, preußischer Offizier
- Friedrich Ludwig von Schack (1747–1829), preußischer Generalmajor
- Wilhelm Georg von Schack (1751–1827), preußischer Generalmajor
- Otto Friedrich Ludwig von Schack (1763–1815), preußischer Major, Vorbild für Theodor Fontanes Roman Schach von Wuthenow
- Adam Reimar Christoph von Schack (1780–1852), mecklenburgischer Bundestagsgesandter
- Wilhelm von Schack (1786–1831), preußischer Generalmajor
- Ferdinand von Schack (1787–1846), preußischer Generalmajor
- Hans Wilhelm von Schack (1791–1866), preußischer General der Infanterie
- August von Schack (1793–1864), preußischer Generalmajor
- Adolf Friedrich von Schack (1815–1894), deutscher Dichter, Kunstsammler und Mäzen (siehe auch Schackgalerie München)
- Ernestine Hedwig Caroline von Schack auf Pankelow (1821–1906), von 1875 bis 1906 als Domina 31 Jahre Vorsteherin des Konvents im adeligen Damenstift des Klosters Dobbertin.[8][9]
- Wilhelmine Auguste von Schack (1826–1853), deutsche Zeichnerin
- Karl von Schack (1833–1912), preußischer Generalleutnant
- Otto von Schack (1851–1914), preußischer Generalmajor
- Max von Schack (1853–1924), deutscher General der Infanterie
- Ulrich von Schack (1853–1923), mecklenburgischer Rittergutsbesitzer und Landrat
- Hans von Schack (1853–1934), Generalleutnant a. D., Ehrenmitglied des Geschlechterverbandes,[10] Familienchronist (u. a. Beiträge zur Geschichte der Grafen und Herren von Schack, Leipzig, 1924)
- Eckhard von Schack (1879–1961), deutscher Diplomat, Gesandter in Lettland (1934–1938)
- Adolf Friedrich von Schack (1888–1945), deutscher Offizier und Widerstandskämpfer (Erschießung im Zuchthaus Brandenburg-Görden)

### Sekundärliteratur
- Otto Hupp: Münchener Kalender 1907. Buch u. Kunstdruckerei AG, München/Regensburg 1907.
- Stefan Pochanke: Schack, Wilhelmine Auguste von. In: Allgemeines Künstlerlexikon. Internationale Künstlerdatenbank online.
- Stefan Pochanke: Das Seebad Heringsdorf zur Biedermeierzeit in den Zeichnungen der Wilhelmine von Schack. Bad Oldesloe 2020. ISBN 978-3-9818526-8-4.

### Gedruckte Quellen
Mecklenburgisches Urkundenbuch (MUB)

### Ungedruckte Quellen
Landeshauptarchiv Schwerin (LHAS)
- LHAS 3.2-3/1 Landeskloster/Klosteramt Dobbertin.
- LHAS 5.11-2 Landtagsversammlungen, Landtagsverhandlungen, Landtagsprotokolle, Landtagsversammlungen.
- LHAS 5.12-4/2 Mecklenburgisches Ministerium für Landwirtschaft, Domänen und Forsten.